# Bitwa pod Ossowem (1920)
Bitwa pod Ossowem – bitwa stoczona od godzin południowych 13 sierpnia do 14 sierpnia 1920 pomiędzy Wojskiem Polskim a Armią Czerwoną w ramach obrony stolicy przez oddziały Przedmościa Warszawskiego. Starcie to jest częścią Bitwy Warszawskiej.

## Przebieg walk
Podczas bitwy o „przedmoście warszawskie” w rejonie Wołomin – Leśniakowizna, w czasie luzowania batalionów, w styk 47 pułku piechoty z ugrupowania 11 Dywizji Piechoty pułkownika Jaźwinskiego i 21 pułku piechoty z 8 Dywizji Piechoty pułkownika Burhardta-Bukackiego broniących pozycji nad rzeką Rządzą uderzyła 79 Brygada Strzelecka z 27 Dywizji Strzeleckiej pod dowództwem Witowta Putny.
Około 16:00 jednostki 79 Brygady odrzuciły nadciągający w kierunku Ossowa batalion 36 pułku piechoty. Późniejszy kontratak dwóch batalionów polskich pozwolił odzyskać utracony teren (dowódcą 12 kompanii 47 pułku piechoty był Wilhelm Kasprzykiewicz).
W nocy 13/14 pod Ossów Polacy ściągnęli posiłki z 8 Dywizji Piechoty: batalion z 236 pułku piechoty i dwie kompanie 221 pułku piechoty. Około 4:00 14 sierpnia na polskie stanowiska uderzyły trzy tyraliery 235 i 236 pułku strzelców wzdłuż drogi Leśniakowizna – Ossów. W tym samym czasie bolszewicy siłami 237 pułku strzelców uderzyli na Wołomin. Oddziały 234 i 235 pułku strzelców osiągnęły sukces i spychały dwa bataliony polskie na Ossów. Atak na Wołomin został odparty przez pododdziały 47 pułku piechoty wsparte artylerią ciężką i dwoma pociągami pancernymi. Polacy wykonali kontratak siłami II batalionu 33 pułku piechoty, jednak nie przyniósł on powodzenia.
Po rozproszeniu kontrataku bolszewicy ruszyli na Ossów. Przerwanie frontu doprowadziło do wejścia 79 Brygady Strzeleckiej na drugą linię obrony przedmościa warszawskiego.
Będącemu w odwodzie batalionowi 236 pułku piechoty wydano rozkaz kontrataku który nie przyniósł powodzenia. Do Ossowa w tym czasie napływali żołnierze z rozbitych oddziałów. Bolszewicy ostrzelali Ossów z broni ciężkiej, co spowodowało duże straty w ludziach i wymusiło wycofanie oddziałów polskich z Ossowa. Polacy wykonali kontratak siłami dwóch kompanii I/236 pułku piechoty. Atak jednej kompanii załamał się pod ogniem ciężkiego karabinu maszynowego, natomiast druga kompania dotarła do wschodniego skraju wsi. Kompania ta złożona była z harcerzy i młodzieży warszawskich szkół średnich. W jej składzie, jako ochotnik, znajdował się kapelan pułku ksiądz Ignacy Skorupka. Po wyjściu na skraj wsi kompania dostała się pod ogień ckm-u. Tu poległ ksiądz Skorupka, gdy udzielał pomocy rannemu. Kompania wycofała się na skraj wioski. Wkrótce obydwie kompanie kontratakowały po raz kolejny. W południe dwie kontratakujące kompanie 236 pułku piechoty wzmocniono dwoma kompaniami 221 pułku piechoty. Nie udało się jednak odrzucić sił 79 Brygady Strzeleckiej, ale zatrzymano jej natarcie, dzięki czemu 8 Dywizja Piechoty miała czas na uporządkowanie swojego ugrupowania.
Front walk w tym czasie zasiliły grupy rozbitych oddziałów 33 i 36 pułku piechoty. Około godziny 7:00 pułkownik Burhardt-Bukacki wykonał kontratak siłami 13 pułku piechoty, przy wsparciu I batalionu 8 pułku artylerii polowej. Pod Ossów podszedł też III batalion 13 pułku piechoty, który około 10:00 uderzył na południowo-wschodni skraj Ossowa. Ossów ostrzelał też dywizjon 8 pułku artylerii polowej. Tyraliery polskie na lewym skrzydle 79 Brygady Strzeleckiej zaskoczyły, a artyleria wzbudziła popłoch w szeregach 235 i 236 pułku strzelców. Prowadzony do walki III batalion 13 pułku piechoty przez dowódcę porucznika Szewczyka, wyparł oddziały bolszewickie z Ossowa. Do III batalionu dołączyli w czasie natarcia żołnierze 33, 36, 221 i 47 pułku piechoty. Dwa pułki sowieckiej 79 Brygady Strzeleckiej poszły w rozsypkę. Rozbita i wykrwawiona 79 Brygada Strzelecka została wycofana z frontu i zastąpiona oddziałami 17 Dywizji Strzeleckiej.
Bitwa pod Ossowem przeszła do historii jako pierwsza bitwa, która przyniosła porażkę Armii Czerwonej w bitwie o Warszawę.

## Straty
Straty stron były zbliżone. Polacy stracili około 600 żołnierzy i oficerów zabitych, rannych i zaginionych, Sowieci 625 żołnierzy i oficerów. W bitwie poległ ksiądz Skorupka, który stał się symbolem walki o stolicę.

## Upamiętnienie
Walki żołnierzy polskich pod Ossowem zostały upamiętnione na Grobie Nieznanego Żołnierza w Warszawie, napisem na jednej z tablic w II RP i po 1990: „RADZYMIN – OSSÓW 13 – 15 VIII 1920”.
W 2020 roku w Ossowie rozpoczęto budowę muzeum upamiętniającego Bitwę Warszawską.